# تجارة العبيد الجنوية

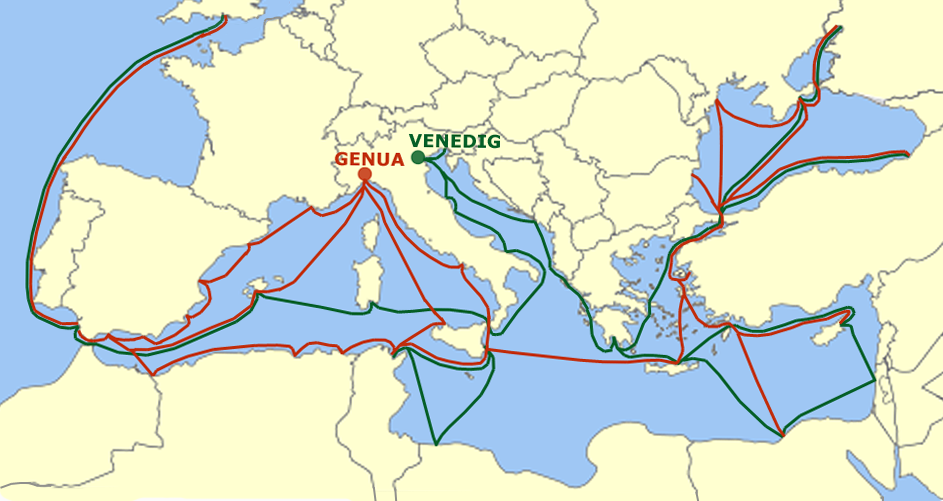
طرق التجارة البحرية الجينوية (الحمراء) والبندقية (الخضراء) في البحر الأبيض المتوسط والبحر الأسود مع الحدود الحالية.

يشير مصطلح تجارة العبيد الجنوية (بالإنجليزية: Genoese slave trade) إلى النشاط التجاري الذي قامت به جمهورية جنوة خلال العصور الوسطى.
في القرن الثالث عشر، أسس الجنويون مستعمرات في شبه جزيرة القرم وهناك قاموا بشراء العبيد من ديانات مختلفة ثم بيعهم إلى جنوب أوروبا عبر كريت وجزر البليار أو مباشرةً إلى الشرق الأوسط عبر البحر الأسود. واجه الجنويون منافسة من تجارة العبيد الفينيسية التابعة لجمهورية البندقية.
تم إغلاق تجارة العبيد عبر البحر الأسود أمام جنوة بسبب فتوحات الإمبراطورية العثمانية في القرن الخامس عشر، والتي دمجت هذه التجارة في نظامها الخاص وخاصةً عبر البحر الأسود. أدى ذلك إلى نهاية طرق استيراد العبيد إلى أوروبا، ما ساهم في تطوير تجارة العبيد عبر المحيط الأطلسي لتزويد المستعمرات الأوروبية في أمريكا بالعمال العبيد.
بعد انتهاء تجارة العبيد في البحر الأسود، شاركت جنوة أيضًا في تجارة العبيد الأطلسية.

## الخلفية
خلال العصور الوسطى، تشكلت مناطق عبودية غير رسمية على طول الحدود الدينية. حظر كل من المسيحيين والمسلمين استعباد أتباع ديانتهم، لكنهم سمحوا باستعباد أتباع الديانات الأخرى.
بالتالي، نُظمت تجارة العبيد وفقًا للمبادئ الدينية. لذا فلم يستعبد المسيحيون المسيحيين، ولم يستعبد المسلمون المسلمين، لكن كلاهما اعتبر استعباد من يرونهم هراطقة أو منشقين أمرًا مشروعًا، ما سمح للمسلمين السُّنة باستعباد المسلمين الشيعة.
استمر وجود سوق للعبودية في أوروبا حتى أوائل العصور الوسطى، لكنه بدأ يتلاشى تدريجيًا لصالح نظام القنانة. مع ذلك، كان هناك طلب كبير على العبيد في الشرق الأوسط الإسلامي، حيث أُشير إلى العبيد الأوروبيين بمصطلح «صقالبة». كانت جمهورية البندقية من أوائل الموردين لهؤلاء العبيد إلى العالم الإسلامي بعد تنظيمها لتجارة العبيد في البلقان، وبعد ذلك أصبحت جنوة منافستها الرئيسية.
انتهت العبودية في أوروبا الغربية بعد القرن الثاني عشر، لكن الطلب على العمالة بعد وباء الموت الأسود أدى إلى إحياء العبودية في جنوب أوروبا، خاصةً في إيطاليا وإسبانيا، بالإضافة إلى زيادة الطلب على الأسرى العبيد في مصر أيضًا.

## تجارة العبيد الأطلسية
بعد انتهاء تجارة العبيد في البحر الأسود، انخرطت جنوة في تجارة العبيد الأطلسية الناشئة. حوالي عام 1520، سيطر الجنويون على ميناء بنما الإسباني، وهو أول ميناء على المحيط الهادئ، تأسس بعد غزو الأمريكتين. حصل الجنويون على امتياز لاستغلال الميناء، خاصةً في تجارة العبيد في العالم الجديد على المحيط الهادئ، والتي استمرت حتى نهب وتدمير المدينة الأصلية عام 1671.
حتى منتصف القرن السابع عشر، عُدت المكسيك أكبر سوق منفردة للعبيد في أمريكا الإسبانية. بينما شارك البرتغاليون مباشرةً في تجارة العبيد إلى البرازيل، اعتمدت الإمبراطورية الإسبانية على اتفاقية «أسينتو دي نيغروس» «اتفاقية استجلاب العبيد»، إذ منحت تراخيص لتجار العبيد الكاثوليك الجنويين لتوريد العبيد من أفريقيا إلى مستعمراتها في أمريكا الإسبانية. استقبلت مدن قرطاجنة وفيراكروز وبوينس آيرس وهيسبانيولا غالبية العبيد، الذين كان معظمهم من أنغولا.